# Luis Larraín Prieto
Luis Gonzaga Larraín Prieto (Santiago, 19 de junio de 1859-Ibíd, 23 de marzo de 1938) fue un agricultor y político chileno, miembro del Partido Conservador. Se desempeñó como ministro de Agricultura, Industria y Colonización de su país, durante el gobierno del presidente Emiliano Figueroa Larraín entre 1925 y 1926.

## Familia y estudios
Nació en Santiago de Chile el 19 de junio de 1859, hijo de José Rafael de Larraín Moxó y de Victoria Prieto Warnes, esta última hija del militar y político José Joaquín Prieto Vial y de Manuela Warnes y García de Zúñiga, quienes fueran presidente de Chile y primera dama (durante diez años: 1831-1841), respectivamente. Realizó sus estudios primarios y secundarios en el Colegio de los Sagrados Corazones de Santiago entre 1867 y 1869, para luego viajar a Europa, donde fue enseñado en artes y matemáticas por profesores particulares. Aprendió técnicas de ingeniería agrícola en Inglaterra.
Se casó el 4 de noviembre de 1884 con Laura Roberts Valdés, de enviudó, y con quien tuvo cuatro hijos: Luis, Josefina, Elena y Rafael. Con posteridad, en 1903 contrajo matrimonio con Gabriela Saavedra, sin tener descendencia.

## Carrera agrícola
A su regreso a Chile, se desempeñó en la agricultura donde hizo gran fortuna con innovación en los mecanismos de producción, implementando técnicas europeas. Desde este sector se integró a la Sociedad Nacional de Agricultura (SNA), gremio en el cual ocupó los puestos de consejero, vicepresidente y presidente, así como también, donde hizo sus predicas de enriquecimiento social, propagando ideas que fueron adoptadas por los parlamentarios, todas en favor de la agricultura y sus personas.
En 1919 presentó al directorio de esa sociedad, un informe sobre la manera de como debía proceder la Caja Hipotecaria con los deudores agrícolas, dándoles facilidad para adquirir herramientas y maquinarias. Asimismo, en 1922, en su carácter de vicepresidente, firmó una solicitud presentada al gobierno de Chile, presidido por Arturo Alessandri, en contra de la importación de trigo, defendiendo suelo chileno; y en 1924, como presidente, presentó también al gobierno un memorial en que llegaba a la conclusión de que la supresión del impuesto al ganado argentino era ruinosa para el país y desastroza para las industrias agropecuarias. Por otra parte, en 1928, publicó un artículo demostrando que la SNA era la más antigua de las instituciones de fomento agrario y la que más efizcamente había contribuido al mejoramiento de la agricultura nacional.
Entre otras actividades, fue socio del Club de La Unión, miembro del Club Hípico de Santiago, del cual fue su presidente y luego director en 1902, y director de la Sociedad de Fomento Fabril (Sofofa) en 1915, principal gremio del sector industrial.

## Carrera política
Militante del Partido Conservador, en las elecciones parlamentarias de 1897, postuló como candidato a diputado por Rancagua, Cachapoal y Maipo, resultando electo para el periodo legislativo 1897-1900, e integrando la Comisión de Educación y Beneficencia. En las elecciones parlamentarias de ese último año, obtuvo la reelección por la misma zona; integrando la Comisión de Guerra y Marina. Desde su tribuna parlamentaria también defendió la labor agrícola.
Posteriormente, debido a su larga trayectoria en el sector agrícola, el 25 de diciembre de 1925, fue nombrado por el presidente liberal Emiliano Figueroa Larraín como titular del Ministro de Agricultura, Industria y Colonización en su primer gabinete, cargo que ocupó hasta el 20 de noviembre de 1926.